# Geni e o Zepelim (filme)
Geni e o Zepelim é um futuro filme brasileiro de drama, que tem a produção da Migdal Filmes, em coprodução com Paris Entretenimento e Globo Filmes e a distribuição pela Paris Filmes. Com direção e roteiro de Anna Muylaert, baseado na clássica canção homônima de Chico Buarque, composta em 1978. O longa-metragem marca a primeira adaptação ficcional da música para o cinema e é estrelado por Ayla Gabriela e Seu Jorge. 

## Sinopse
Inspirado na canção homônima de Chico Buarque, o longa narra a história de Geni, uma prostituta de uma cidade ribeirinha no coração da floresta amazônica. Amada pelos desvalidos e odiada pela elite local, Geni vê sua cidade ser invadida por um tirano conhecido como Comandante, que chega em um imponente zepelim. Com um plano predatório para a região, ele força os moradores a fugirem rio adentro, onde acabam presos. Quando o Comandante vê Geni, ela percebe que pode haver uma chance de salvar a todos — mesmo sendo a mais marginalizada pela comunidade.

## Elenco
- Ayla Gabriela como Geni
- Seu Jorge como Comandante

## Produção

### Controvérsias
A escolha de Thainá Duarte, uma atriz cisgênero, para interpretar Geni gerou controvérsia nas redes sociais. Artistas e ativistas trans manifestaram críticas, destacando o potencial da personagem como símbolo da marginalização de pessoas trans.
Ao jornal Estadão, Anna Muylaert afirmou que a escalação ocorreu após um extenso processo de seleção e destacou que a personagem Geni pode ter múltiplas interpretações no contexto atual, como uma mulher trans, uma mãe solo ou até uma presidenta retirada do poder. Embora a canção original não explicite a identidade de gênero da personagem, a montagem teatral Ópera do Malandro e sua adaptação cinematográfica em 1986 apontam a transfobia como uma das motivações para o ódio coletivo contra Geni. O filme atual pretende ressignificar e ampliar a leitura simbólica da personagem.
Diante da repercussão negativa e das acusações de “transfake” — termo usado para descrever a prática de escalar atores cisgênero em papéis de pessoas trans —, Thainá Duarte decidiu deixar o projeto. A substituição por Ayla Gabriela foi celebrada por ativistas e integrantes da comunidade trans, que defendiam uma representação mais coerente com a identidade da personagem.

### Filmagens
A gravação do longa ocorreu mais de dois meses na cidade de Cruzeiro do Sul, no Acre. As gravações foram encerradas em 18 de junho de 2025